# Flatormenis stylata
Flatormenis stylata är en insektsart som beskrevs av Caldwell och Martorell 1951. Flatormenis stylata ingår i släktet Flatormenis och familjen Flatidae. Inga underarter finns listade i Catalogue of Life.